# Playhouse 90

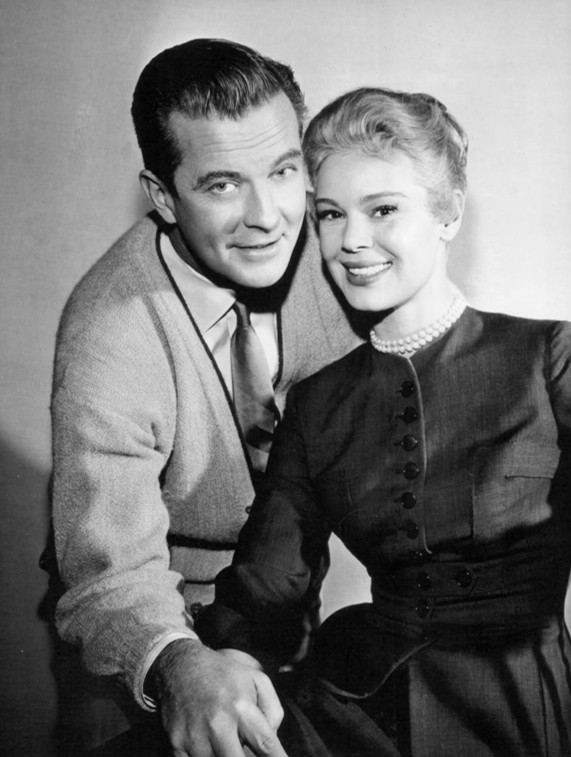
William Lundigan e Betsy Palmer in una foto pubblicitaria della serie (1958).

Patricia Cutts, Ann Todd e Angela Lansbury in una foto pubblicitaria della serie (1959).

Playhouse 90 è una serie televisiva statunitense in 134 episodi trasmessi per la prima volta nel corso di 4 stagioni dal 1956 al 1960.
È una serie di tipo antologico prodotta e trasmessa dalla CBS in cui ogni episodio rappresenta una storia a sé. Gli episodi sono storie di genere vario. Il titolo deriva dal fatto che gli episodi delle serie televisive antologiche degli anni 1950 duravano di solito al massimo 60 minuti mentre con questa produzione la CBS intendeva introdurre la novità del formato di 90 minuti, trasformando ogni episodio in veri e propri lungometraggi televisivi. La serie debuttò il 4 ottobre 1956 con un adattamento ad opera di Rod Serling del romanzo Forbidden Area di Pat Frank. L'episodio successivo, Requiem for a Heavyweight, anch'esso sceneggiato da Serling, ottenne diversi premi e vinse l'Emmy Award nel 1956 in diverse categorie, tra cui miglior regia, miglior sceneggiatura e miglior attore. Playhouse 90 fu in generale acclamata dalla critica ed è stata inserita alla posizione 33 nella classifica dei 50 più grandi programmi televisivi di tutti i tempi di TV Guide.

## Interpreti
La serie vide la partecipazione di numerose star degli anni 1950, molte delle quali interpretarono diversi ruoli in più di un episodio.
- Charles Bickford (8 episodi, 1956-1960)
- Kim Hunter (8 episodi, 1956-1960)
- Franchot Tone (7 episodi, 1956-1960)
- Peter Lorre (6 episodi, 1956-1960)
- James Mason (6 episodi, 1957-1960)
- Barry Sullivan (5 episodi, 1957-1959)
- Diana Lynn (5 episodi, 1956-1959)
- Katharine Bard (5 episodi, 1957-1960)
- Patty McCormack (5 episodi, 1957-1959)
- Elizabeth Patterson (5 episodi, 1956-1960)
- Cliff Robertson (host)
- Mary Astor (5 episodi, 1957-1960)
- Nehemiah Persoff (5 episodi, 1957-1960)
- Sterling Hayden (5 episodi, 1957-1958)
- Marc Lawrence (5 episodi, 1958-1959)
- Carl Benton Reid (5 episodi, 1958-1959)
- Rod Taylor (5 episodi, 1958-1959)
- Keenan Wynn (4 episodi, 1956-1958)
- Jackie Coogan (4 episodi, 1956-1957)
- H. M. Wynant (4 episodi, 1956-1959)
- Melvyn Douglas (4 episodi, 1957-1959)
- E.G. Marshall (4 episodi, 1957-1959)
- Victor Jory (4 episodi, 1956-1959)
- Lawrence Dobkin (4 episodi, 1956-1959)
- Eddie Ryder (4 episodi, 1956-1959)
- Frank Lovejoy (4 episodi, 1956-1959)
- Eli Wallach (4 episodi, 1958-1959)
- Everett Sloane (4 episodi, 1956-1960)
- Vincent Price (4 episodi, 1956-1957)
- Dana Wynter (4 episodi, 1957-1959)
- Leif Erickson (4 episodi, 1957-1960)
- Hedda Hopper (4 episodi, 1957)
- Robert F. Simon (4 episodi, 1957-1958)
- Van Heflin (4 episodi, 1957-1960)
- John Williams (4 episodi, 1957-1960)
- James Whitmore (4 episodi, 1957-1959)
- Celia Lovsky (4 episodi, 1958-1960)
- Dick York (4 episodi, 1958-1959)
- Jack Palance (3 episodi, 1956-1957)
- Art Carney (3 episodi, 1957-1959)
- Jane Darwell (3 episodi, 1956-1957)
- Edmond O'Brien (3 episodi, 1957-1959)
- Richard Basehart (3 episodi, 1957-1960)
- Mona Freeman (3 episodi, 1956-1958)
- Zsa Zsa Gábor (3 episodi, 1957)
- Sylvia Sidney (3 episodi, 1957-1958)
- William Roerick (3 episodi, 1956-1958)
- John Kerr (3 episodi, 1957-1958)
- Boris Karloff (3 episodi, 1956-1960)
- Gary Merrill (3 episodi, 1957-1959)
- Jack Klugman (3 episodi, 1957-1959)
- Richard Haydn (3 episodi, 1957-1958)
- Oskar Homolka (3 episodi, 1958-1960)
- Gladys Cooper (3 episodi, 1957-1958)
- Luther Adler (3 episodi, 1958-1959)
- Nina Foch (3 episodi, 1956-1958)
- Pamela Mason (3 episodi, 1957-1958)
- Joseph Sweeney (3 episodi, 1957-1959)
- Helen Kleeb (3 episodi, 1957-1960)
- Arthur Batanides (3 episodi, 1956-1959)
- Charles Bronson (3 episodi, 1958-1960)
- Tom Palmer (3 episodi, 1956-1959)
- Judith Anderson (3 episodi, 1957-1960)
- Susan Oliver (3 episodi, 1957-1960)
- Mildred Dunnock (3 episodi, 1957-1959)
- Henry Jones (3 episodi, 1957-1959)
- Werner Klemperer (3 episodi, 1957-1959)
- Vladimir Sokoloff (3 episodi, 1957-1959)
- Hope Lange (3 episodi, 1957-1958)
- Richard Boone (3 episodi, 1958-1960)
- Terry Carter (3 episodi, 1958-1960)
- Larry Gates (3 episodi, 1958-1960)
- James Gregory (3 episodi, 1958-1960)
- Vivian Nathan (3 episodi, 1958-1960)
- Malcolm Atterbury (3 episodi, 1958-1959)
- Martin Balsam (3 episodi, 1958-1959)
- Maria Schell (3 episodi, 1958-1959)
- Milton Selzer (3 episodi, 1958-1959)
- Rip Torn (3 episodi, 1958-1959)
- Jack Warden (3 episodi, 1958-1959)
- Mimi Gibson (3 episodi, 1958)
- John Hoyt (3 episodi, 1958)
- Steven Hill (3 episodi, 1959-1960)
- Sam Jaffe (3 episodi, 1959-1960)
- Gary Crutcher (3 episodi, 1959)
- Kenneth Haigh (3 episodi, 1959)
- Harry Townes (3 episodi, 1959)
- Evelyn Rudie (2 episodi, 1956-1957)
- Piper Laurie (2 episodi, 1957-1958)
- Lloyd Bridges (2 episodi, 1956-1957)
- Anne Bancroft (2 episodi, 1957)
- John Drew Barrymore (2 episodi, 1957)
- Viveca Lindfors (2 episodi, 1956-1957)
- Helmut Dantine (2 episodi, 1957-1960)
- Larry Blyden (2 episodi, 1957)
- Mark Roberts (2 episodi, 1956-1957)
- Edgar Stehli (2 episodi, 1956-1957)
- Reginald Denny (2 episodi, 1957)
- Robert Lowery (2 episodi, 1957)
- Benay Venuta (2 episodi, 1956-1957)
- Paulene Myers (2 episodi, 1957)
- Maxie Rosenbloom (2 episodi, 1956)
- Shepperd Strudwick (2 episodi, 1957-1958)
- Jason Johnson (2 episodi, 1956-1957)
- S. John Launer (2 episodi, 1956)
- Lyn Osborn (2 episodi, 1956)
- Jeanne Cooper (2 episodi, 1956)
- Jack Mulhall (2 episodi, 1956-1958)
- Robert Preston (2 episodi, 1956)
- Kay Thompson (2 episodi, 1956)
- Jack Carson (2 episodi, 1957-1958)
- Mickey Rooney (2 episodi, 1957)
- Laraine Day (2 episodi, 1956-1959)
- Charlton Heston (2 episodi, 1956-1958)
- Ralph Bellamy (2 episodi, 1956)
- Eddie Cantor (2 episodi, 1956)
- Peter Lawford (2 episodi, 1956)
- Red Skelton (2 episodi, 1956)
- Kim Stanley (2 episodi, 1957-1960)
- Richard Kiley (2 episodi, 1957-1958)
- Robert Middleton (2 episodi, 1957-1958)
- Hugh O'Brian (2 episodi, 1957-1958)
- Teresa Wright (2 episodi, 1957)
- Leslie Nielsen (2 episodi, 1958-1959)
- Betsy Palmer (2 episodi, 1958)
- June Lockhart (2 episodi, 1956-1958)
- Farley Granger (2 episodi, 1956-1957)
- Barbara Hale (2 episodi, 1956-1957)
- Dan O'Herlihy (2 episodi, 1957-1960)
- Janice Rule (2 episodi, 1957-1960)
- Ricardo Montalbán (2 episodi, 1957-1959)
- Stuart Erwin (2 episodi, 1957-1958)
- John Ericson (2 episodi, 1956-1958)
- Joan Blondell (2 episodi, 1957-1959)
- John Ireland (2 episodi, 1957)
- David Opatoshu (2 episodi, 1957)
- Walter Abel (2 episodi, 1956-1958)
- Felicia Farr (2 episodi, 1956-1958)
- Tab Hunter (2 episodi, 1956-1958)
- Romney Brent (2 episodi, 1956-1957)
- Rene Kroper (2 episodi, 1957-1959)
- Addison Richards (2 episodi, 1957-1959)
- Charles Korvin (2 episodi, 1957-1958)
- Phillip Reed (2 episodi, 1957-1958)
- Lee Remick (2 episodi, 1957-1958)
- Thomas Gomez (2 episodi, 1958)
- Katherine Squire (2 episodi, 1956-1960)
- Henry Daniell (2 episodi, 1956-1959)
- Onslow Stevens (2 episodi, 1956-1959)
- Jack Albertson (2 episodi, 1956-1958)
- James Dunn (2 episodi, 1957-1960)
- George Keymas (2 episodi, 1957-1958)
- Billie Burke (2 episodi, 1957-1958)
- Marian Seldes (2 episodi, 1957-1958)
- Stephen Wootton (2 episodi, 1957)
- Jay C. Flippen (2 episodi, 1958)
- Fay Spain (2 episodi, 1956-1958)
- Edgar Barrier (2 episodi, 1957-1959)
- Doro Merande (2 episodi, 1957-1959)
- Frank Puglia (2 episodi, 1957-1959)
- Wallace Ford (2 episodi, 1957-1958)
- Philip Tonge (2 episodi, 1957-1958)
- Raymond Burr (2 episodi, 1957)
- Jack Mullaney (2 episodi, 1956-1959)
- Ben Wright (2 episodi, 1956-1957)
- Arnold Stang (2 episodi, 1957-1958)
- Charles Ruggles (2 episodi, 1956-1958)
- William Bryant (2 episodi, 1956-1957)
- Martha Wentworth (2 episodi, 1958-1959)
- Ned Glass (2 episodi, 1956-1958)
- William Schallert (2 episodi, 1956)
- Buster Keaton (2 episodi, 1958)
- Inger Stevens (2 episodi, 1956-1959)
- Burt Reynolds (2 episodi, 1959-1960)
- Bartlett Robinson (2 episodi, 1956-1959)
- Dan Blocker (2 episodi, 1956-1958)
- David Lewis (2 episodi, 1956-1959)
- Jason Wingreen (2 episodi, 1956-1959)
- Robin Morse (2 episodi, 1956-1958)
- Howard Price (2 episodi, 1956-1957)
- Don Murray (2 episodi, 1957-1960)
- Barbara Rush (2 episodi, 1957-1960)
- Peter J. Votrian (2 episodi, 1957-1960)
- John Baragrey (2 episodi, 1957-1959)
- Red Buttons (2 episodi, 1957-1959)
- Lee J. Cobb (2 episodi, 1957-1959)
- Jack Lemmon (2 episodi, 1957-1959)
- Margaret O'Brien (2 episodi, 1957-1959)
- Tony Randall (2 episodi, 1957-1959)
- Robert Vaughn (2 episodi, 1957-1959)
- Joe De Santis (2 episodi, 1957-1958)
- Charles Drake (2 episodi, 1957-1958)
- Ben Gazzara (2 episodi, 1957-1958)
- Gale Gordon (2 episodi, 1957-1958)
- Darryl Hickman (2 episodi, 1957-1958)
- Earl Holliman (2 episodi, 1957-1958)
- DeForest Kelley (2 episodi, 1957-1958)
- Jack Lord (2 episodi, 1957-1958)
- Patricia Neal (2 episodi, 1957-1958)
- Ian Wolfe (2 episodi, 1957-1958)
- Dan Barton (2 episodi, 1957)
- Heidi Meadows (2 episodi, 1957)
- Dana Andrews (2 episodi, 1958-1960)
- Don Gordon (2 episodi, 1958-1960)
- Shirley Knight (2 episodi, 1958-1960)
- David J. Stewart (2 episodi, 1958-1960)
- Tige Andrews (2 episodi, 1958-1959)
- Charles Bail (2 episodi, 1958-1959)
- Paul Burke (2 episodi, 1958-1959)
- Robert Cass (2 episodi, 1958-1959)
- Patricia Cutts (2 episodi, 1958-1959)
- Paul Douglas (2 episodi, 1958-1959)
- Buddy Ebsen (2 episodi, 1958-1959)
- Clegg Hoyt (2 episodi, 1958-1959)
- Henry Hull (2 episodi, 1958-1959)
- Eugene Iglesias (2 episodi, 1958-1959)
- Sandy Kenyon (2 episodi, 1958-1959)
- Angela Lansbury (2 episodi, 1958-1959)
- Richard LePore (2 episodi, 1958-1959)
- Ken Lynch (2 episodi, 1958-1959)
- Nancy Marchand (2 episodi, 1958-1959)
- Inga Swenson (2 episodi, 1958-1959)
- Ann Todd (2 episodi, 1958-1959)
- James Westerfield (2 episodi, 1958-1959)
- Michael Wilding (2 episodi, 1958-1959)
- Patricia Barry (2 episodi, 1958)

## Produzione
La serie fu prodotta da Columbia Broadcasting System, Filmaster Productions, Screen Gems Television e Universal Pictures Television. Le musiche furono composte da Jerry Goldsmith, Robert Allen e John Williams. Inizialmente la serie fu trasmessa in presa diretta per essere poi filmata dal 1957. Diversi episodi furono rigirati e riadattati come film cinematografici. Solo in un caso la serie riadattò un film precedentemente uscito nei cinema: I giorni della vita (The Time of Your Life), film distribuito nel 1948 e rifatto come episodio nel 1958. La serie era normalmente trasmessa in bianco e nero, ma nella notte di Natale del 1958, fu trasmesso un episodio a colori, un adattamento de Lo Schiaccianocidi Tchaikovsky, con il New York City Ballet e con le coreografie di George Balanchine. L'episodio fu trasmesso in diretta ed è sopravvissuto solo con il kinescope.

### Registi
Tra i registi sono accreditati:
- John Frankenheimer in 27 episodi (1956-1960)
- Franklin J. Schaffner in 19 episodi (1957-1960)
- Ralph Nelson in 8 episodi (1956-1959)
- Vincent J. Donehue in 6 episodi (1956-1958)
- Arthur Hiller in 6 episodi (1956-1958)
- George Roy Hill in 5 episodi (1957-1959)
- Arthur Penn in 5 episodi (1957-1958)
- Buzz Kulik in 5 episodi (1958-1960)
- Robert Stevens in 4 episodi (1959-1960)
- Robert Mulligan in 3 episodi (1957-1960)
- Delbert Mann in 3 episodi (1958-1959)
- Fielder Cook in 3 episodi (1959-1960)
- James Neilson in 2 episodi (1956-1957)
- Paul Wendkos in 2 episodi (1957-1958)
- Oscar Rudolph in 2 episodi (1957)
- Ron Winston in 2 episodi (1958-1959)
- David Swift in 2 episodi (1958)
- Alex Segal in 2 episodi (1959)
- Sidney Lumet in 2 episodi (1960)

### Sceneggiatori
Tra gli sceneggiatori sono accreditati:
- Rod Serling in 11 episodi (1956-1960)
- Leslie Stevens in 7 episodi (1957-1959)
- James P. Cavanagh in 6 episodi (1956-1958)
- David Shaw in 6 episodi (1957-1960)
- Elick Moll in 4 episodi (1956-1958)
- Paul Monash in 4 episodi (1956-1958)
- Tad Mosel in 4 episodi (1957-1959)
- David Davidson in 4 episodi (1958-1960)
- A.E. Hotchner in 4 episodi (1958-1959)
- Leonard Spigelgass in 3 episodi (1956-1957)
- F. Scott Fitzgerald in 3 episodi (1957-1958)
- Berne Giler in 3 episodi (1957-1958)
- Horton Foote in 3 episodi (1958-1960)
- John Gay in 3 episodi (1959-1960)
- Reginald Rose in 3 episodi (1959-1960)

## Distribuzione
La serie fu trasmessa negli Stati Uniti dal 4 ottobre 1956 al 18 maggio 1960 sulla rete televisiva CBS.

## Episodi
| Stagione         | Episodi | Prima TV USA |
| ---------------- | ------- | ------------ |
| Prima stagione   | 39      | 1956-1957    |
| Seconda stagione | 40      | 1957-1958    |
| Terza stagione   | 38      | 1958-1959    |
| Quarta stagione  | 17      | 1959-1960    |